# Tetrapterys fimbripetala
Tetrapterys fimbripetala là một loài thực vật có hoa trong họ Malpighiaceae. Loài này được A.Juss. miêu tả khoa học đầu tiên năm 1840.